# جین پارکر
جین پارکر (انگلیسی: Jean Parker؛ ۱۱ اوت ۱۹۱۵ – ۳۰ نوامبر ۲۰۰۵) یک هنرپیشه اهل ایالات متحده آمریکا بود. وی بین سال‌های ۱۹۳۲ تا ۱۹۶۶ میلادی فعالیت می‌کرد.
از فیلم‌ها یا برنامه‌های تلویزیونی که وی در آن نقش داشته است می‌توان به خانمی برای یک روز اشاره کرد.